# Lluís de Cardona i Rocabertí
Lluís de Cardona i Rocabertí (Barcelona, ? - ?) fou baró de Sant Mori, de Verges i de Vilaür. El 1538 fou nomenat cavaller de l'Orde de Sant Jaume. L'any 1578 vengué la baronia de Verges a la Corona.

## Família
Era fill de Jaume de Cardona i Caterina de Rocabertí, hereva de la baronia de Sant Mori. Casà en primeres noces el 1524 amb Jerònima de Queralt i de Luna, filla del comte de Santa Coloma, van tenir els següents fills:
- Lluís de Cardona-Rocabertí i de Queralt, es casà amb Jerònima Fivaller de Palou.
- Cecília de Cardona i de Queralt es casà amb Ramon de Xetmar i d'Agullana, Senyor de Medinyà..
- Albínia de Cardona i de Queralt.
- Jaume de Cardona i de Queralt, baró de Sant Mori.
- Guerau de Cardona i de Queralt.
- Bernat de Cardona i de Queralt, 80è president de la Generalitat de Catalunya 1602-1605.
- Caterina.
- Angelina, es casà amb Hug Joan de Fivaller de Palou, baró d'Eramprunyà.
- Joan de Cardona i Rocabertí i de Queralt, governador de les Illes Balears.

Casà en segones noces amb Jerònima Fiveller de Palou, i foren pares de:
- Francesc de Cardona i Fiveller de Palou, baró de Font-rúbia i, per meitats, d'Eramprunyà.